# Mistři svého řemesla

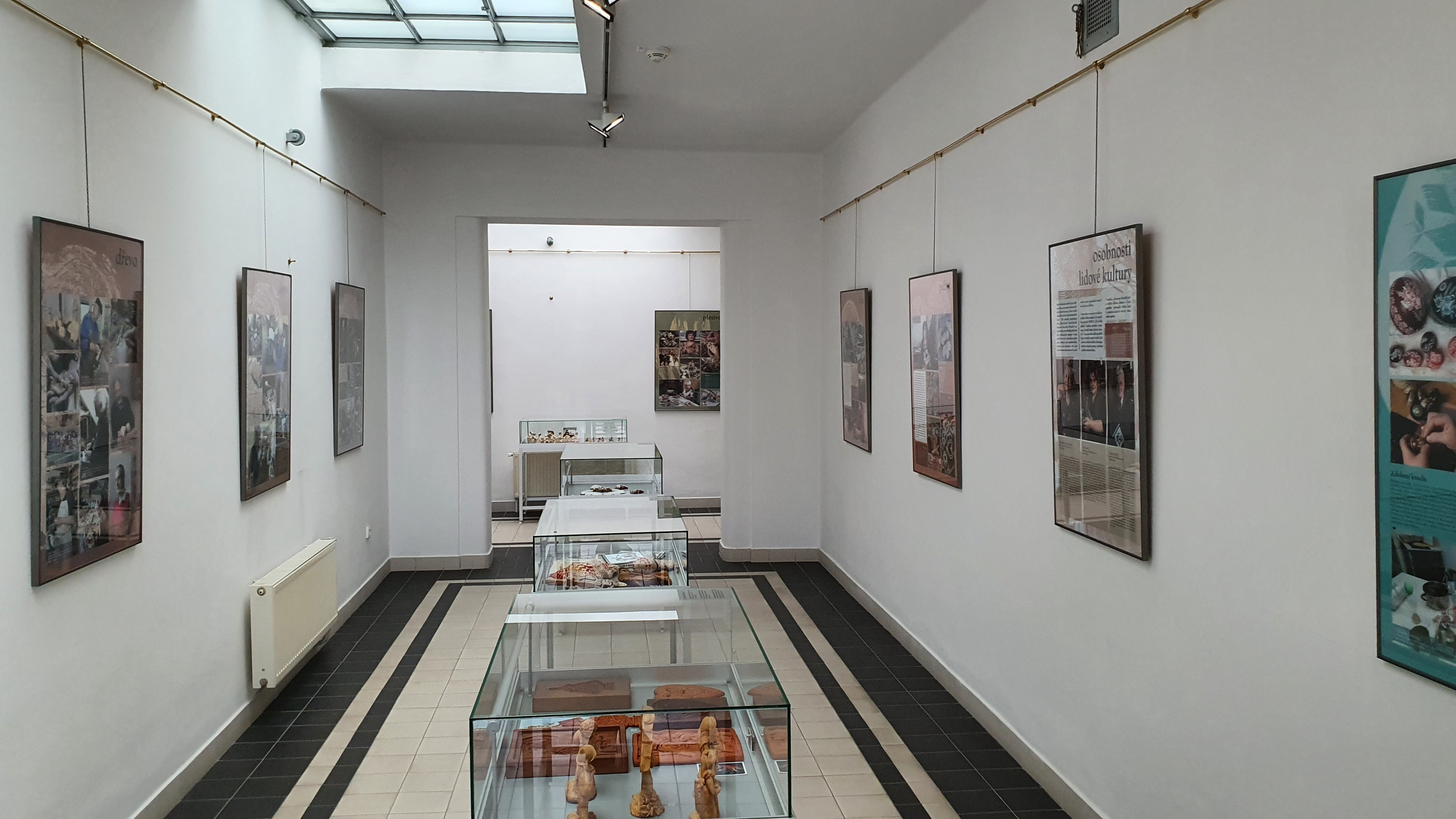
Pohled na část instalace

Mistři svého řemesla je název výstavy v Muzeu východních Čech v Hradci Králové, která se uskutečnila v termínu 25. 3. – 26. 6. 2022. Slavnostní zahájení výstavy se konalo ve čtvrtek 24. 3. 2022 v 17 hodin.
Výstava navázala na dvacáté výročí ocenění v oblasti tradičních lidových řemesel s názvem Mistr tradiční rukodělné výroby Královéhradeckého kraje (do roku 2017 Zlatý kolovrat), které uděluje Rada Královéhradeckého kraje od roku 2002.
Kromě oceněných mistrů se soustředí také na materiály, s nimiž se v rozmanitých řemeslech pracuje – dřevo, kov, pletiva, sklo, textil, hlína a pečivo.

## Představené materiály a řemesla
Tabulka uvádí přehled materiálů, řemesel a oceněných osobností představených na výstavě.
| Materiál   | Řemeslo (činnost)                                      | Oceněné osobnosti |
| ---------- | ------------------------------------------------------ | --- |
| Dřevo      | řezbářství a betlémářství                              | František Mühl, Ladislav Fejfar, Ladislav Pacholátko, Leoš Pryšinger, Josef Komárek, Jan Vokoun, Jan Merta, Jakub Sochor, Martin Sochor        |
|            | řezbářství, výroba reliéfních forem na perník          | Oldřich Kvapil, Aleš Vostřez |
|            | soustružené výrobky                                    | Milan Zeman, Petr Podrábský |
|            | řezbářství, výroba a restaurování modrotiskových forem | Milan Bartoš, Jaroslav Plucha |
| Sklo       | podmalby na skle                                       | Janka Schmidtová |
|            | výroba ozdob z foukaných skleněných perlí              | Petra Hartmanová |
| Hlína      | keramika                                               | Hana Šromová, Veronika Tymelová |
| Pečivo     | zdobený perník                                         | Markéta Vránová, Dana Holmanová |
| Pletivo    | vrbové a březové proutí                                | Václav Král, Vincenc Valach |
|            | kukuřičné šustí                                        | Kristina Henclová, Jana Jarkovská |
| Kov        | kovářství, podkovářství                                | Josef Drašnar, Karel Kysilka |
|            | kovolitectví a zvonařství                              | Jan Šeda, Jindřich Janeček |
| Zvykosloví | zvykosloví                                             | Bedřiška Barešová, Jiřina Vyčichlová |
|            | zdobení kraslic                                        | Marie Peterková, Anna Rusová, Milada Jeriová                                                                                                   |
| Textil     | paličkovaná krajka                                     | Vlasta Novotná, Jana Langová, Jana Štefková, Marcela Hovadová, Miroslava Šustrová, Anděla Králová, Jaroslava Jedlinská, Lenka Máslová Špetlová |
|            | lidová výšivka                                         | Blanka Baránková |
|            | předení vlny a tkaní                                   | Anna Tůmová, Ines Šťovíčková, Martina Poliaková                                                                                                |
|            | šití lidových krojů                                    | Eva Tatoušková |